# Chassiers
Chassiers település Franciaországban, Ardèche megyében. Lakosainak száma 992 fő (2022. január 1.). Chassiers Ailhon, Chazeaux, Joannas, Largentière, Rocher, Tauriers és Vinezac községekkel határos.

## Népesség
A település népességének változása:
| Lakosok száma | 713  | 854  | 930  | 966  | 999  | 1016 | 1022 | 1039 | 1019 | 992  |
|               | 1968 | 1982 | 1990 | 2006 | 2013 | 2015 | 2017 | 2019 | 2020 | 2022 |